# Personenauto-equivalent
Personenauto-equivalent (pae, pe) is een getal dat aangeeft hoeveel ruimte een voertuig inneemt in vergelijking met een personenauto. Bij de constructie en planning van wegen wordt gebruikgemaakt van de personenauto-equivalent. 
Algemeen is de waarde voor wagens 1, voor vrachtwagens 1,9 à 2, voor motoren 0,5 en voor fietsers 0,2.